# Jordi Adroher
Adroher  Mas est un nom espagnol. Le premier nom de famille, en général paternel, est Adroher ; le second, en général maternel, souvent omis, est Mas.
Pour les articles homonymes, voir Adroher.
Jordi Adroher Mas, né à Ribes de Freser le 22 novembre 1984, est un international espagnol de rink hockey. 

## Biographie
Il est un des joueurs le plus titré en rink hockey au cours de ces passages à Maçanet, Lloret, Vic, Barcelona, Reus, Breganze et Benfica. En 2020, en compagnie de Carballeira, il signe à Liceo.